# UCI Track Champions League
Die UCI Track Champions League (en., dt. etwa: UCI Bahnradsport-Meisterliga) war eine Serie von Bahnradsport-Wettbewerben, die durch die Union Cycliste Internationale von 2021 bis 2024 ausgetragen wurde.

## Geschichte
Die Rennserie sollte ursprünglich im Anschluss an die in den Oktober verlegten Bahnradsport-Weltmeisterschaften sechs Veranstaltungen zwischen November und Februar umfassen. Nach einer Bekanntmachung im November 2020 sollten die Wettbewerbe stattdessen an sechs aufeinander folgenden Wochenenden im November und Dezember stattfinden. Die UCI Track Champions League sollte sich neben der Weltmeisterschaft und dem UCI Track Cycling Nations’ Cup als Hauptereignis des Bahnradsports etablieren. Dafür wurde der von 1993 bis 2020 ausgetragene UCI-Bahnrad-Weltcup abgeschafft.
Ausgetragen wurden in den jeweils zweistündigen Veranstaltungen Wettbewerbe für je 18 Männer und Frauen jeweils in den Sprint Championships und Endurance Championships, insgesamt also mit 72 Teilnehmern und in einem kompakteren Format als sonst üblich. Jede der vier Kategorien hatte eine durchlaufende Wertung, für die unabhängig vom Geschlecht dieselben Preisgelder ausgelobt wurden. Die Teilnehmer erhielten für ihre Platzierungen UCI-Weltranglistenpunkte und individuelle Startplätze bei den nächsten Bahnweltmeisterschaften. Sie starteten in Trikots, die den jeweiligen Nationalflaggen nachempfunden waren, bis auf die amtierenden Weltmeister, die das Regenbogentrikot trugen; der oder die Führende in der jeweiligen Kategorie trug zudem ein spezielles Trikot.
Die Wettbewerbsgestaltung sollte fernsehgerecht sein und beruhte auf einer vertraglichen Abrede zwischen der UCI und dem Medienunternehmen Discovery. Das Management, die TV-Produktion und Verbreitung erfolgte durch die Discovery-Töchter Global Cycling Network (GCN) und den Sender Eurosport. Die ursprüngliche Vertragsdauer betrug acht Jahre. Im März 2025 gaben UCI und Discovery bekannt, dass die Veranstaltung eingestellt werde. Dafür soll der Nations Cup ab 2026 ein neues Konzept erhalten und wieder den Namen „Weltcup“ tragen.

## Austragungsmodus
Einige Teilnehmer erhielten nach sportlichen Gesichtspunkten ein Startrecht in der Champions League, das jedoch lange nicht von allen wahrgenommen wurde. Für die verbliebenen Plätze wurden Wildcards vergeben. Die Festlegung dieser Kriterien erfolgte durch den Veranstalter und nicht etwa gemäß von Regeln der UCI.
Nach dem ursprünglichen Modus waren für die Kurzzeit-Wettbewerbe die jeweils sechs Besten der vorausgegangenen Weltmeisterschaften in den Disziplinen Sprint und Keirin qualifiziert. Für die Ausdauer-Wettbewerbe qualifizierten sich die jeweils drei Erstplatzierten der vorausgegangenen Weltmeisterschaften in den Disziplinen Ausscheidungsfahren, Omnium, Scratch und Punktefahren. 2024 wurden die Qualifikationskriterien erweitert und auf die Ergebnisse der Olympischen Spiele, des Nations Cup und der kontinentalen Meisterschaften ausgedehnt.
Bestritten wurden im Sprint sechs Dreierläufe, deren Sieger die zwei Halbfinals bestritten, deren beiden Sieger wiederum das Finale austrugen. Im Keirin kamen die beiden Ersten von drei Sechserläufen ins Finale. Ausscheidungsfahren und Scratchrace wurden in je einem Rennen ausgefahren.

## Gesamtsieger
| Jahr | Kurzzeit Frauen | Kurzzeit Männer    | Ausdauer Frauen  | Ausdauer Männer |
| ---- | --------------- | ------------------ | ---------------- | --------------- |
| 2021 | Emma Hinze      | Harrie Lavreysen   | Katie Archibald  | Gavin Hoover    |
| 2022 | Mathilde Gros   | Matthew Richardson | Jennifer Valente | Claudio Imhof   |
| 2023 | Ellesse Andrews | Harrie Lavreysen   | Katie Archibald  | Dylan Bibic     |
| 2024 | Alina Lyssenko  | Harrie Lavreysen   | Katie Archibald  | Dylan Bibic     |